# 一信
一信（1931年5月24日—2021年11月2日），本名徐榮慶，另有筆名及人、榮慶。臺灣公務員、作家、雜誌編輯。知名詩作計有〈夜快車〉、〈時間〉、〈牧野的漢子〉、〈婚姻有哭有笑有車子〉、〈一信詩選〉(大陸版)、〈一信短詩選〉(中英對照·香港版)、〈一隻鳥在想方向〉、〈一信詩話〉、〈愛情像風又像雨〉、〈一信詩選〉、〈飛行之頭顱〉等。

## 小傳
一信出生於湖北省的漢口市，父母業商。幼少年在漢口市生活及求學。之後國共內戰爆發，一信就隻身前往廣州投靠姊姊，並於當地小學任教。1949年8月因隨國民政府新六軍（雄獅部隊）前往台灣，初住台北市圓山新村,曾任士兵、軍官，至一九六O年由軍隊退役。離開軍職後，民間工作担任過編輯、店員、主編、教員、講師、公營事業單位課長、專員、副經理等。同簡任職退休。一信本職為公務員，業餘從事詩文寫作。因其詩風高遠，有「孤絕詩人」之稱。
一信第一首詩發表於1956年的《中華文藝》。1964年與綠蒂、宇彬合編詩集刊物《中國新詩》。除了詩作外，並曾主編《世界畫刊》、《交通安全月刊》、《中國詩刊》等刊物編輯。之後也協編《中國青年寫作協會》、《中國文藝協會》、《中國新詩學會》等文藝組織的刊物。1967年，臺灣藝文界新成立「中華民國新詩學會」，他參與發起與成立，後來擔任理事兼副總幹事。至今除了仍擔任該新詩學會的常務理事外，也續任《詩報》主編。
2021年11月2日，一信逝世，享年90歲。

## 作品與獎項
於風格上，一信擅長之詩作以思想感情抒發。早期的風格偏向呈現內斂，後來則更偏向陽剛。而因其詩作有其「多元化、意象鮮活」等優點，曾獲得全國優秀青年詩人獎、詩人節詩運獎、詩教獎、中國文藝協會詩歌創作獎、中華民國青年學藝大競賽新詩獎、2002年以新詩「一隻鳥在想方向」獲得中山文藝獎、「中國文藝協會」視同終身成就獎之榮譽文藝文學獎、文藝獎章等獎項共十餘種。同時也創作出版交通叢書、專題研究、詩集、詩評論集十餘種；主編刊物及選集亦十餘種，担任各種文藝、詩歌獎評審四十餘年。

## 個人生活
一信嗜濃茶烈酒。他在正式結婚前，有多位女朋友。其長子徐懷鴻，筆名徐大，以短詩見長，被稱「嗆辣詩人」，曾出版〈一葉露珠〉詩集，擔任過台北寶藏巖國際藝術村駐村詩人，與一信是詩壇少見的新詩父子檔。女兒則任教於高職的國文老師。